# Predor Mala Kapela
Predor Mala Kapela je najdaljši cestni predor na Hrvaškem. Nahaja se na avtocesti A1 med vasema Modruš in Jezerane oziroma med izvozoma za Ogulin in Brinje. Predor vodi skozi goro Mala Kapela v severovzhodno-jugozahodni smeri.
Zahodna cev, dolga 5780 metrov, je bila predana prometu 15. junija 2005. Skoznjo se je promet odvijal dvosmerno vse do odprtja druge, 5821,77 metra dolge cevi 30. maja 2009.
Cestnina za predor je všteta v cestnino avtoceste A1; predor ni opremljen z lastnimi cestninskimi postajami.

## Značilnosti
Severni portal predora se nahaja na nadmorski višini 562 metrov in južni na 575 metrih. Cevi, dolgi 5780 in 5821 metrov, sta medsebojno razmaknjeni 25 metrov ter povezani s šestimi prehodi za vozila in s 14 prehodi za pešce. Na 7,7 metra širokih cestiščih znaša omejitev hitrosti 100 km/h.
Predor je bil izkopan z "novo avstrijsko metodo", z vrtanjem in miniranjem. Med gradnjo so bile odkrite številne jame in druge podzemne strukture, ki pa so bile vse uspešno sanirane.
Obe cevi predora sta opremljeni z ventilacijskim sistemom in s svetlobnimi znaki s spreminjajočo vsebino, ki jih upravljajo iz nadzornih centrov vzdolž avtoceste A1. Omogočen je sprejem hrvaških državnih radijskih postaj HR1 na 102,3 MHz in HR2 na 97,5 MHz, kot tudi signala mobilnega omrežja. Električno energijo predoru dovaja po ena 35-kilovoltna transformatorska postaja na vsakem koncu, iz katerih se napaja 8 distribucijskih transformatorskih postaj v samem predoru. Pomožni vir električne energije zagotavlja neprekinjeno obratovanje predora tudi v primeru težav z glavnim virom.

## Promet
Promet redno spremlja podjetje Hrvatske autoceste, upravitelj avtoceste A1 in predora, statistiko pa objavlja družba Hrvatske ceste. Znatne razlike med povprečnim letnim dnevnim prometom in dnevnim prometom v poletnem času se pojavljajo, ker avtocesta predstavlja prometno povezavo do jadranskih turističnih destinacij v Dalmaciji za veliko število turistov. Štetje prometa se izvaja z analizo prodaje cestninskih vozovnic.
Povprečni letni dnevni promet med izvozoma Ogulin in Brinje znaša 12 640 vozil, povprečni dnevni promet poleti pa 31 166 vozil.